# سوسنوفکا (روسیه)
شهر سوسنوفکا، اوبلاست کیروف (به روسی: Сосновка) در کشور روسیه و در اوبلاست کیروف واقع شده‌است.